# آباره رومی زغوان
آباره زغوان (انگلیسی: Zaghouan Aqueduct) یا آباره کارتاژ، یکی از آباره‌های رومی در کشور تونس امروزی است که آب شهر کارتاژ را تأمین می‌کرد. منبع این آباره نیز در زغوان بود که حدود ۱۳۲ کیلومتر را طی می‌کرد و از این جهت از جمله طولانی‌ترین آباره‌های رومی است.